# ブランドン・マッカーシー
ブランドン・パトリック・マッカーシー（Brandon Patrick McCarthy, 1983年7月7日 - ）は、アメリカ合衆国カリフォルニア州ロサンゼルス郡グレンデール出身の元プロ野球選手（投手）。右投右打。

## 経歴

### プロ入りとホワイトソックス時代
2002年のMLBドラフト17巡目（全体510位）でシカゴ・ホワイトソックスから指名され、6月7日に契約。契約後、傘下のルーキー級アリゾナリーグ・ホワイトソックスでプロデビュー。14試合に先発登板して4勝4敗、防御率2.76、79奪三振を記録した。
2003年はパイオニアリーグのルーキー級グレートフォールズ・ホワイトソックスでプレーし、16試合（先発15試合）に登板して9勝4敗、防御率3.65、125奪三振を記録した。
2004年はまずA級カナポリス・インティミディターズでプレーし、15試合に先発登板して8勝5敗、防御率3.64、113奪三振を記録した。7月にA+級ウィンストン・セイラム・ワースホッグスへ昇格。8試合に先発登板して6勝0敗、防御率2.08、60奪三振を記録した。8月にAA級バーミングハム・バロンズへ昇格。AA級バーミングハムでは4試合に先発登板して3勝1敗、防御率3.46、29奪三振を記録した。
2005年1月21日にホワイトソックスとマイナー契約で再契約した。AAA級シャーロット・ナイツで開幕を迎え、5月22日にホワイトソックスとメジャー契約を結んでアクティブ・ロースター入りした。同日のシカゴ・カブス戦でメジャーデビュー。5.1回を投げ4安打2失点だったが、勝ち負けは付かなかった。2度目の登板となった27日のテキサス・レンジャーズ戦では、5回を6安打6失点3四球の乱調でメジャー初黒星を喫し、試合後にAAA級シャーロットへ降格した。6月19日にオーランド・ヘルナンデスが故障者リスト入りしたため、メジャーへ昇格。昇格後は3試合に登板したが、防御率9.00と結果を残せず、7月5日にAAA級シャーロットへ降格した。8月30日に再昇格し、同日のレンジャーズ戦のダブルヘッダー2試合目に登板し、7.2回を無失点に抑え、メジャー初勝利を挙げた。この年メジャーでは12試合（先発10試合）に登板して3勝2敗、防御率4.03、48奪三振を記録した。
2006年2月28日にホワイトソックスと1年契約に合意。リリーフとして開幕ロースター入りした。この年は53試合（先発2試合）に登板して4勝7敗、防御率4.68、69奪三振を記録した。

### レンジャーズ時代

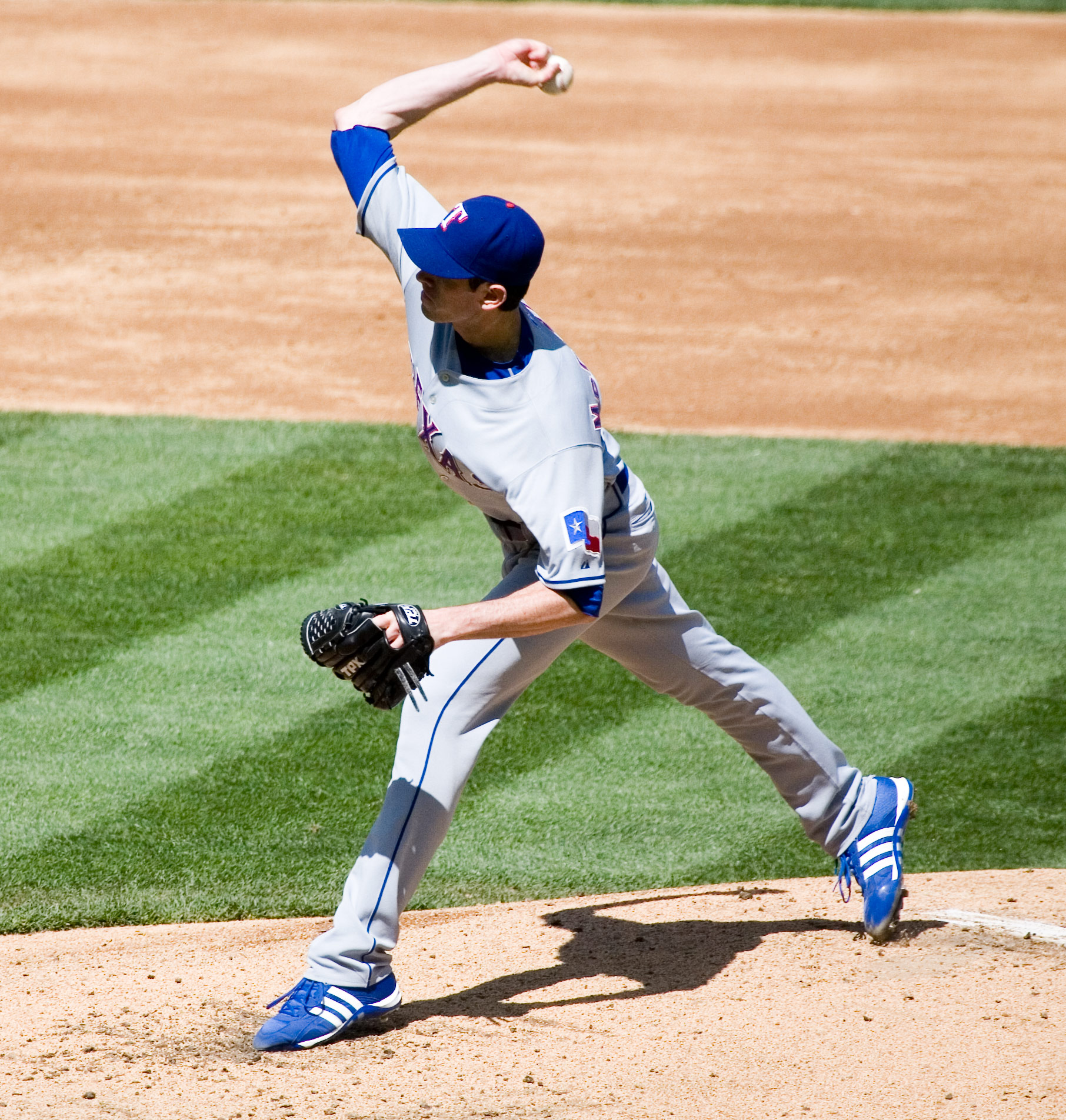
レンジャース時代(2007年)

2006年12月23日にジョン・ダンクス、ニック・マセット、ジェイク・ラズナーとのトレード、デビッド・パイサノと共にレンジャーズへ移籍した。
2007年2月26日にレンジャーズと1年契約に合意。移籍後は先発に復帰し、開幕ローテーションに加わった。6月14日に右中指のマメで15日間の故障者リスト入りした。7月2日に復帰したが、8月15日に右肩の故障で再び15日間の故障者リスト入りし、9月11日に復帰した。この年は23試合（先発22試合）に登板して5勝10敗、防御率4.87、59奪三振を記録した。
2008年2月25日にレンジャーズと1年契約に合意。3月30日に右肘の故障で60日間の故障者リスト入りした。8月23日に復帰。復帰後は5試合に登板したが、9月中旬から右手の指の故障で残りの試合を欠場した。この年は故障で5試合の登板にとどまり、1勝1敗、防御率4.09だった。
2009年1月15日にレンジャーズと65万ドルの1年契約に合意。開幕後は先発ローテーションの一角として登板し、5月24日のヒューストン・アストロズ戦では9回を9安打無失点に抑え、メジャー初完封を果たした。しかし6月9日に右肩の故障で15日間の故障者リスト入りし、7月7日に60日間の故障者リストへ異動した。その後、9月1日に復帰した。この年は17試合に先発登板して7勝4敗、防御率4.62、65奪三振を記録した。
2010年1月15日にレンジャーズと132万ドルの1年契約に合意。3月27日にAAA級オクラホマシティ・レッドホークスへ配属され、そのまま開幕を迎えた。この年は右肩の故障でメジャーへ昇格できず、7月29日に60日間の故障者リスト入りした。AAA級オクラホマシティでは11試合（先発9試合）に登板して4勝2敗、防御率3.36、44奪三振を記録した。オフの11月5日に40人枠を外れ、AAA級オクラホマシティに降格し、同日にFAとなった。ジョン・ダニエルズGMはマッカーシーについて「彼はふたつの不幸な怪我があったが、よく働いてくれた。景色を変えることが彼の助けとなるだろう」と話した。

### アスレチックス時代
2010年12月13日にオークランド・アスレチックスと100万ドル+出来高160万ドルの1年契約を結んだ。
2011年は開幕ロースター入りしたが、5月20日に右肩の故障で15日間の故障者リスト入りした。7月3日に復帰後は9月3日のシアトル・マリナーズ戦で完封勝利を挙げるなど、完全復活を果たした。この年は25試合に先発登板して9勝9敗、防御率3.32、123奪三振を記録した。
2012年1月17日にアスレチックスと1年契約に合意。3月28日に東京ドームで開催されたマリナーズとの開幕戦に先発した。その後もローテーションを守っていたが、5月20日に右肩の故障で15日間の故障者リスト入りした。6月2日に復帰したが、6月24日に右肩の故障で再び15日間の故障者リスト入りした。8月10日に復帰。9月5日のロサンゼルス・エンゼルス・オブ・アナハイム戦に先発した際に、試合中にエリック・アイバーの打球を頭に受けて緊急入院し、手術を受けた。その後プレーオフのロースターから外れた。この年は18試合に先発登板して8勝6敗、防御率3.24、73奪三振を記録した。オフの10月29日にFAとなった。11月14日に練習を再開することが明らかになった。

### ダイヤモンドバックス時代
2012年12月11日にアリゾナ・ダイヤモンドバックスと総額1550万ドルの2年契約を結んだ。
2013年は開幕ローテーション入りしたが、6月1日に右肩の故障で15日間の故障者リスト入りした。8月4日に復帰。この年は22試合に先発登板して5勝11敗、防御率4.53、76奪三振を記録した。
2014年は開幕から18試合に先発したが、3勝10敗、防御率5.01と不振だった。

### ヤンキース時代
2014年7月6日にビダル・ヌーニョとのトレードで、ニューヨーク・ヤンキースへ移籍した。移籍後は14試合の登板で7勝5敗、防御率2.89と復調。この年は2球団で32試合に先発登板して自身初の二桁勝利となる10勝（15敗）を挙げ、防御率4.05、175奪三振を記録した。オフの10月30日にFAとなった。

### ドジャース時代
2014年12月16日にロサンゼルス・ドジャースと総額4800万ドルの4年契約を結んだ。
2015年は開幕から4試合に登板して防御率5.87ながら3勝を挙げていたが、肘の故障が発覚し、トミー・ジョン手術を受けることとなり、4月30日に60日間の故障者リスト入りした。
2016年シーズンも、2月19日に前年のトミー・ジョン手術のため60日間の故障者リスト入りした。復帰後、10試合に登板し、うち9試合が先発登板だった。2勝2敗、防御率4.95、WHIP1.38という成績の他、40.0イニングで44奪三振をマークし、2年連続で9.0超となる奪三振率9.9を記録、一定の復活を見せた。また、マイナーでの復帰登板としては、A+級ランチョクカモンガ・クエークス及びAAA級オクラホマシティ・ドジャースで計5試合に先発登板して0勝2敗、防御率6.11、WHIP1.59を記録した。
2017年は開幕から先発ローテーションに入ったが、7月に右手指にできた肉刺によって故障者リスト入りし、約2ヶ月離脱した。結果19試合登板（先発16試合）で6勝4敗、防御率3.98という成績に終わり、完全復活とはならなかった。

### ブレーブス時代
2017年12月16日にマット・ケンプとのトレードで、スコット・カズミアー、チャーリー・カルバーソン、エイドリアン・ゴンザレスと共にアトランタ・ブレーブスへ移籍した。
2018年も開幕から先発ローテーション投手として投げ、15試合に先発登板して6勝3敗、防御率4.92、65奪三振を記録していたが、6月28日に右ヒザを痛めて故障者リスト入りした。そのまま復帰できず、8月14日にはこの年限りでの引退を表明した。

## 投球スタイル
2006年は先発ローテーションの充実したホワイトソックスに所属していた為、リリーフで登板していたが、スタミナが比較的ある為、本来は先発向きの投手。投球は、140キロ後半のフォーシーム、145キロ前後のツーシームに切れ味抜群のカーブを組み合わせて投げている。また、チェンジアップも投げる事がある。ただ、投球回に対して被本塁打がかなり多い。

## 人物
本人のTwitterアカウントではよくジョークを投稿している。投げる球よりもツイートの方がキレがあるという声もある。サッカー好きで、プレミアリーグ・リバプールFCのファンである。また、MLSの下部リーグであるUSLプロフェッショナルリーグ・フェニックス・ライジングFCの少数株主にもなっている。

## 詳細情報

### 年度別投手成績
| 年 度     | 球 団     | 登 板 | 先 発 | 完 投 | 完 封 | 無 四 球 | 勝 利 | 敗 戦 | セ 丨 ブ | ホ 丨 ル ド | 勝 率 | 打 者 | 投 球 回 | 被 安 打 | 被 本 塁 打 | 与 四 球 | 敬 遠 | 与 死 球 | 奪 三 振 | 暴 投 | ボ 丨 ク | 失 点 | 自 責 点 | 防 御 率 | W H I P |
| --------- | --------- | ----- | ----- | ----- | ----- | -------- | ----- | ----- | -------- | ----------- | ----- | ----- | -------- | -------- | ----------- | -------- | ----- | -------- | -------- | ----- | -------- | ----- | -------- | -------- | ------- |
| 2005      | CWS       | 12    | 10    | 0     | 0     | 0        | 3     | 2     | 0        | 0           | .600  | 277   | 67.0     | 62       | 13          | 17       | 0     | 2        | 48       | 1     | 1        | 30    | 30       | 4.03     | 1.18    |
| 2006      | CWS       | 53    | 2     | 0     | 0     | 0        | 4     | 7     | 0        | 11          | .364  | 354   | 84.2     | 77       | 17          | 33       | 9     | 0        | 69       | 5     | 0        | 44    | 44       | 4.68     | 1.30    |
| 2007      | TEX       | 23    | 22    | 0     | 0     | 0        | 5     | 10    | 0        | 0           | .333  | 459   | 101.2    | 111      | 9           | 48       | 0     | 3        | 59       | 4     | 1        | 62    | 55       | 4.87     | 1.56    |
| 2008      | TEX       | 5     | 5     | 0     | 0     | 0        | 1     | 1     | 0        | 0           | .500  | 93    | 22.0     | 20       | 3           | 8        | 0     | 1        | 10       | 0     | 0        | 11    | 10       | 4.09     | 1.27    |
| 2009      | TEX       | 17    | 17    | 1     | 1     | 0        | 7     | 4     | 0        | 0           | .636  | 420   | 97.1     | 96       | 13          | 36       | 0     | 3        | 65       | 0     | 0        | 55    | 50       | 4.62     | 1.36    |
| 2011      | OAK       | 25    | 25    | 5     | 1     | 2        | 9     | 9     | 0        | 0           | .500  | 690   | 170.2    | 168      | 11          | 25       | 1     | 0        | 123      | 3     | 0        | 73    | 63       | 3.32     | 1.13    |
| 2012      | OAK       | 18    | 18    | 0     | 0     | 0        | 8     | 8     | 0        | 0           | .571  | 469   | 111.0    | 115      | 10          | 24       | 2     | 6        | 73       | 0     | 0        | 44    | 40       | 3.24     | 1.25    |
| 2013      | ARI       | 22    | 22    | 2     | 1     | 1        | 5     | 11    | 0        | 0           | .313  | 577   | 135.0    | 161      | 13          | 21       | 3     | 5        | 76       | 1     | 1        | 71    | 68       | 4.53     | 1.35    |
| 2014      | ARI       | 18    | 18    | 0     | 0     | 0        | 3     | 10    | 0        | 0           | .231  | 466   | 109.2    | 131      | 15          | 20       | 4     | 2        | 93       | 3     | 0        | 65    | 61       | 5.01     | 1.38    |
| 2014      | NYY       | 14    | 14    | 1     | 1     | 1        | 7     | 5     | 0        | 0           | .583  | 370   | 90.1     | 91       | 10          | 13       | 0     | 1        | 82       | 1     | 0        | 35    | 29       | 2.89     | 1.15    |
| '14計     | NYY       | 32    | 32    | 1     | 1     | 1        | 10    | 15    | 0        | 0           | .400  | 836   | 200.0    | 222      | 25          | 33       | 4     | 3        | 175      | 4     | 0        | 100   | 90       | 4.05     | 1.28    |
| 2015      | LAD       | 4     | 4     | 0     | 0     | 0        | 3     | 0     | 0        | 0           | 1.000 | 94    | 23.0     | 24       | 9           | 4        | 0     | 0        | 29       | 0     | 0        | 15    | 15       | 5.87     | 1.22    |
| 2016      | LAD       | 10    | 9     | 0     | 0     | 0        | 2     | 3     | 0        | 0           | .400  | 171   | 40.0     | 29       | 2           | 26       | 1     | 2        | 44       | 2     | 0        | 24    | 22       | 4.95     | 1.38    |
| 2017      | LAD       | 19    | 16    | 0     | 0     | 0        | 6     | 4     | 0        | 0           | .600  | 384   | 92.2     | 89       | 5           | 27       | 0     | 3        | 72       | 4     | 0        | 43    | 41       | 3.98     | 1.25    |
| 2018      | ATL       | 15    | 15    | 0     | 0     | 0        | 6     | 3     | 0        | 0           | .667  | 339   | 78.2     | 94       | 15          | 21       | 0     | 0        | 65       | 2     | 0        | 45    | 43       | 4.92     | 1.46    |
| MLB：13年 | MLB：13年 | 255   | 197   | 9     | 4     | 4        | 69    | 75    | 0        | 11          | .479  | 5163  | 1223.2   | 1268     | 145         | 323      | 20    | 28       | 908      | 26    | 3        | 617   | 571      | 4.20     | 1.30    |

- 各年度の太字はリーグ最高

### 背番号
- 41（2005年）
- 55（2006年）
- 20（2007年 - 2009年）
- 32（2011年 - 2014年途中、2018年）
- 38（2014年途中 - 2017年）